# Statutul femeii în Afganistan

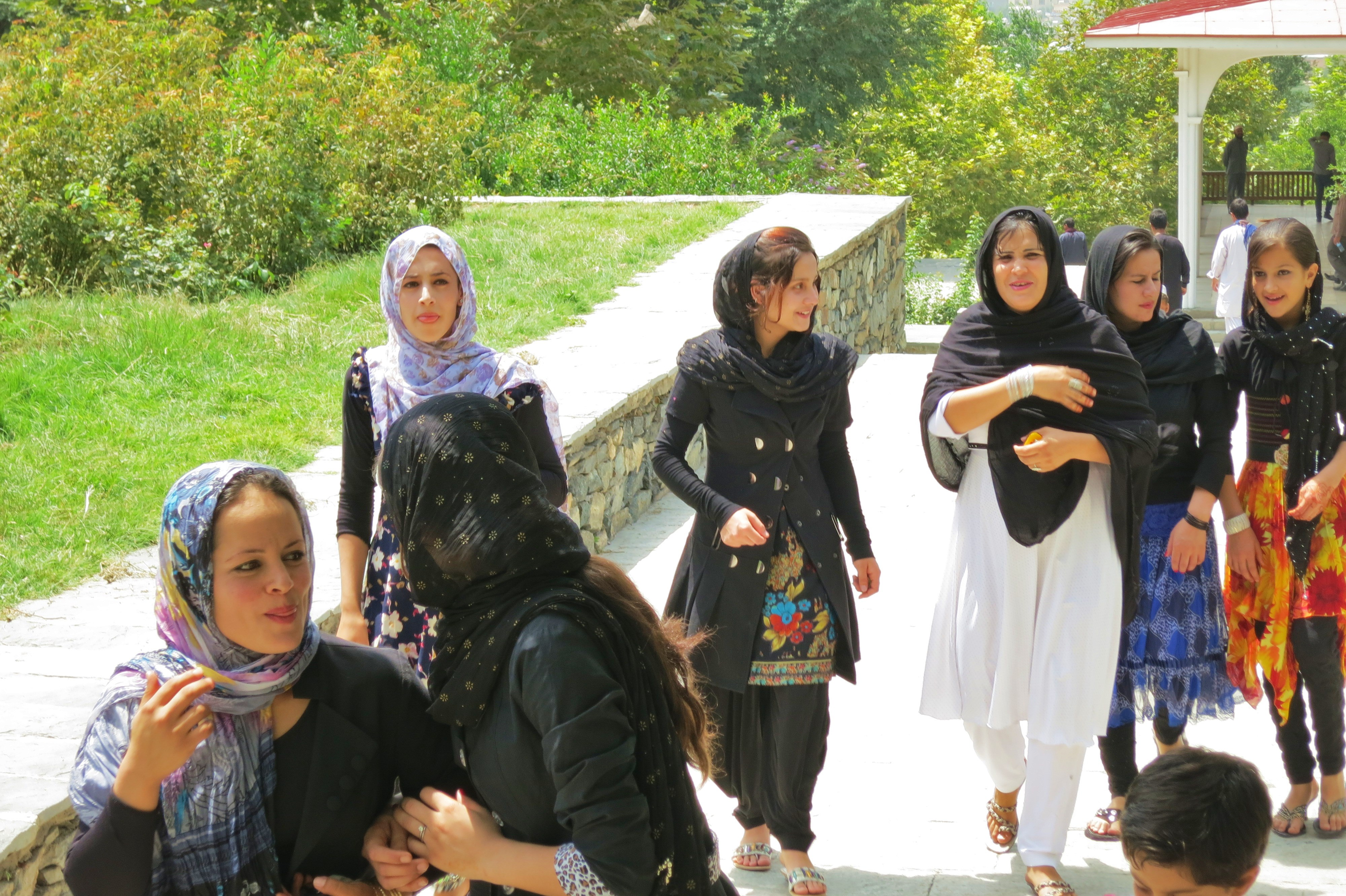
Grup de femei afgane în Kabul, 2013

Potrivit prevederilor art. 22 din Constituția Republicii Islamice Afganistan „Orice tip de discriminare și diferențiere între cetățenii Afganistanului este interzisă. Cetățenii afgani, bărbați și femei au drepturi și obligații egale în fața legii.”

## Evoluția drepturilor femeii afgane în secolul al XX-lea
În secolul al XX-lea, au existat perioade când statutul femeii în societatea afgană a variat, astfel:
- Regele Amânolah (care a domnit în perioada 1919-1929), în cadrul proiectului său de modernizare a țării, a încurajat emanciparea femeilor. În primul rând, el a început cu un exemplu personal, prin care, în cadrul unei ceremonii oficiale, derulate în fața tuturor demnitarilor, monarhul i-a îndepărtat vălul soției sale, Soraya. Ulterior, suveranul a adoptat noi legi privind căsătoria și repudierea;
- între 1929-1933, următorul conducător afgan, Nâdir Han care îi proteja pe mollahi, le impunea femeilor să poarte din nou vălul;
- în perioada șahului Zaher (1933-1973), soția acestuia, regina Homaira, va relua procesul de emancipare a femeilor: va crea în 1946 prima Instituție a femeii afgane și va susține în 1959 inițiativa prim-ministrului Dâud Khan de interzicere a chadorului. Instituția era menită să  protejeze femeia, mama și copilul. Însă foarte puține femei afgane erau dispuse să apeleze la o organizație de acest tip[3]
- în anul 1975, cu ocazia Anului Femeii, purtătorul de cuvânt al prim-ministrului anunța: „căsătoriile nu se mai decid decât cu consimțământul deplin al femeii și al bărbatului. Femeia afgană, ca și bărbatul afgan are dreptul de a dispune de propria persoană; cei doi se bucură de drepturi egale în fața tribunalelor, fără discriminare în legile penale; femeile au dreptul să își aleagă cariera profesională și tipul de educație pe care doresc să o primească”[4]
- când comuniștii au ajuns la putere, în anul 1978, au înființat Ministerul Afacerilor Sociale, condus de o femeie, Anahita Ratebzad, care lupta pentru emanciparea femeilor afgane. În demersul său de a le sprijini, Anahita a început un proces general de transformare a societății. Totuși, inițiativa ei a eșuat deoarece în Afganistan exista o comunitate paștună ultraconservatoare care se opunea acestei reforme;
- după căderea comuniștilor în anul 1992, statutul femeii afgane înregistrează un regres, care se accentuează odată cu venirea la putere a talibanilor în 1996. Imediat după preluarea puterii, talibanii au declarat: „munca prestată de femei este considerată în afara legii, obligându-le pe profesoare, funcționare și toate celelalte categorii de femei care lucrau în exterior să se închidă în case” [5]. În timpul regimului taliban libertatea și drepturile femeilor afgane au fost încălcate și restrânse până la punctul în care acestea au devenit practic prizoniere în propriile case; le-a fost interzis accesul la educație și muncă, să iasă din casă neînsoțite, putând face acest lucru doar alături de un bărbat care obligatoriu trebuia să le fie o rudă apropiată; le-a fost impus un cod vestimentar strict, și anume purtarea burka în spațiile publice. Femeile au devenit victimele a numeroase abuzuri și violențe, în condițiile în care nu existau niciun fel de legi care să le protejeze[6]
- în perioada mandatului președintelui Hamid Karzai (2004-2014), pe fondul sprijinului oferit de statele occidentale pentru democratizarea Afganistanului și al implementării prevederilor constituționale ale egalității în drepturi a femeilor și bărbaților, s-au înregistrat unele progrese în statutul femeilor din această țară: femeile au început să meargă la școală, să voteze și să lucreze.

Aceste evoluții au fost vizibile în primul rând în mediul urban. În schimb, situația a fost foarte diferită în mediul rural, unde infrastructura și serviciile de bază din sănătate și educație nu au fost încă dezvoltate În această zonă, femeile nu părăsesc casa fără acordul bărbatului, sunt dependente economic de bărbații lor. În unele comunități, populația se ghidează după baad, o cutumă conform căreia femeile sunt o monedă de schimb în rezolvarea conflictelor dintre bărbați. Mai mult, se înregistrează o frecvență ridicată a căsătoriilor aranjate încă din perioada copilăriei și un procent de peste 90% al analfabetismului în rândul femeilor

## Căsătoria și familia
Statutul femeii în cadrul familiei și al comunității afgane este centrat în jurul rolului său de mamă. Principalul eveniment din viața unei femei afgane este căsătoria, pentru care este pregătită din copilărie.

Fetița este educată pentru a se consacra familiei, rolul ei încă de la naștere învârtindu-se în jurul ideii de maternitate. Ea este învățată să se supună bărbatului, să muncească în casă și să se ocupe inclusiv de frații mai mici.

Pe perioada copilăriei, tânăra afgană, căreia i s-a interzis să mai frecventeze școala în momentul în care a ajuns la pubertate, este obligată să-și acopere fața atunci când se găsește în compania unor străini. Ea are dreptul să se joace, să râdă cu verișorii ei, pe care-i poate vizita fără restricții. Dacă fata este promisă unuia dintre veri, ea va fi nevoită să-l evite până în ziua nunții, altfel va fi considerată impudică. În Afganistan, mariajele consangvine, despre care se crede că au binecuvântarea cerească, sunt des întâlnite. Uneori chiar supraviețuirea unui grup depinde de alianțele din interiorul familiei.

În Afganistan, nu se cere niciodată părerea tinerei cu privire la viitorul soț. Chiar dacă nu este de acord, femeia afgană va fi obligată să se căsătorească, motiv pentru care, disperate de perspectiva de a se căsători cu un om pe care nu-l agreează, destul de multe tinere preferă să se sinucidă.

Virginitatea tinerelor în noaptea nunții este un element important pentru căsătorie, garanția unei maternități fără probleme. Dacă proaspăta mireasă nu este virgină, aceasta va fi trimisă tatălui său, care trebuie să ramburseze cheltuielile cu nunta. O femeie fără copii nu are niciun motiv să existe, pentru că nu își îndeplinește rolul și trăiește cu teama permanentă că va fi repudiată, ceea ce înseamnă să trăiască fără ajutor și fără șansa de a se recăsători.

Cristina Alexandrescu detaliază câteva aspecte privind instituția căsătoriei în Afganistan.

“Zestrea este atribuția familiei mirelui. Suma dată tatălui miresei valorează salariul pe câteva luni până la câțiva ani sau o parte a capitalului familial în capete de ovine și are rolul de a-l recompensa pe socru de pierderea fiicei sale. Logodnicul este cel care oferă trusoul complet și achită nota de plată a nunții. Trusoul și bijuteriile rămân proprietatea miresei. Căsătoria se celebrează în casa fetei și durează o săptămână. Festivitățile au loc joia, vinerea (zi de cult) și sâmbăta. În după-amiaza zilei de vineri câțiva bărbați din ambele familii merg la moschee, unde se stabilește contractul și actul de căsătorie în fața unui mollah, care citește câteva versete din Coran. Este menționată mahr, garanția acordată tinerei femei de către legea coranică: dacă soțul dorește să o repudieze și să o trimită soțului ei, îi va da o sumă de bani în compensație. Dacă femeia este cea care cere divorțul, ea nu va avea dreptul la nimic și riscă să-și piardă și copiii”.

## Perspective
Situația femeilor din Afganistan nu este sigură în prezent. Cu toate că statutul acestora s-a îmbunătățit în ultimii 18 ani, condițiile politice și de securitate generează îngrijorări majore în rândul femeilor și al organizațiilor non-guvernementale, care au luptat pentru drepturile femeii afgane. Amânarea publicării rezultatelor din urma alegerilor prezidențiale derulate la 28 septembrie 2019 și negocierile de pace dintre SUA și talibani, fără participarea guvernului afgan, au accentuat temerile unor reprezentanți ai societății civile cu privire la năruirea tuturor eforturilor din ultimii ani pe tema drepturilor femeilor din Afganistan.

Reprezentante ale organizațiilor femeilor afgane au cerut la 5 februarie 2019 oficialilor de la Kabul să apere, în cursul negocierilor de pace cu talibanii, derulate de la începutul anului 2019, drepturile obținute cu greu în ultimii 18 ani. Talibanii au declarat că vor depune eforturi pentru a crea condiții ca fetele să meargă la școală și femeile să muncească.